# Palmoli
Palmoli – miejscowość i gmina we Włoszech, w regionie Abruzja, w prowincji Chieti.
Według danych na rok 2004 gminę zamieszkiwały 1162 osoby, 36,3 os./km².